# Коломбье-ле-Кардиналь
Коломбье́-ле-Кардина́ль (фр. Colombier-le-Cardinal, окс. Colombier le Cardinal) — коммуна во Франции, находится в регионе Рона — Альпы. Департамент коммуны — Ардеш. Входит в состав кантона Серьер. Округ коммуны — Турнон-сюр-Рон.
Код INSEE коммуны — 07067.
Коммуна расположена приблизительно в 440 км к юго-востоку от Парижа, в 60 км южнее Лиона, в 65 км к северу от Прива.

## Население
Население коммуны на 2008 год составляло 263 человека.
| 1962 | 1968 | 1975 | 1982 | 1990 | 1999 | 2008 |
| ---- | ---- | ---- | ---- | ---- | ---- | ---- |
| 140  | 150  | 140  | 146  | 201  | 229  | 263  |

## Экономика
В 2007 году среди 179 человек в трудоспособном возрасте (15—64 лет) 123 были экономически активными, 56 — неактивными (показатель активности — 68,7 %, в 1999 году было 68,8 %). Из 123 активных работали 123 человека (68 мужчин и 55 женщин), безработных не было. Среди 56 неактивных 25 человек были учениками или студентами, 16 — пенсионерами, 15 были неактивными по другим причинам.

## Достопримечательности
- Замок целестинцев бывшего монастыря XVII века. Исторический памятник с 1963 года.[3]
- Бывший монастырь. Исторический памятник с 1927 года.[4]

## Фотогалерея

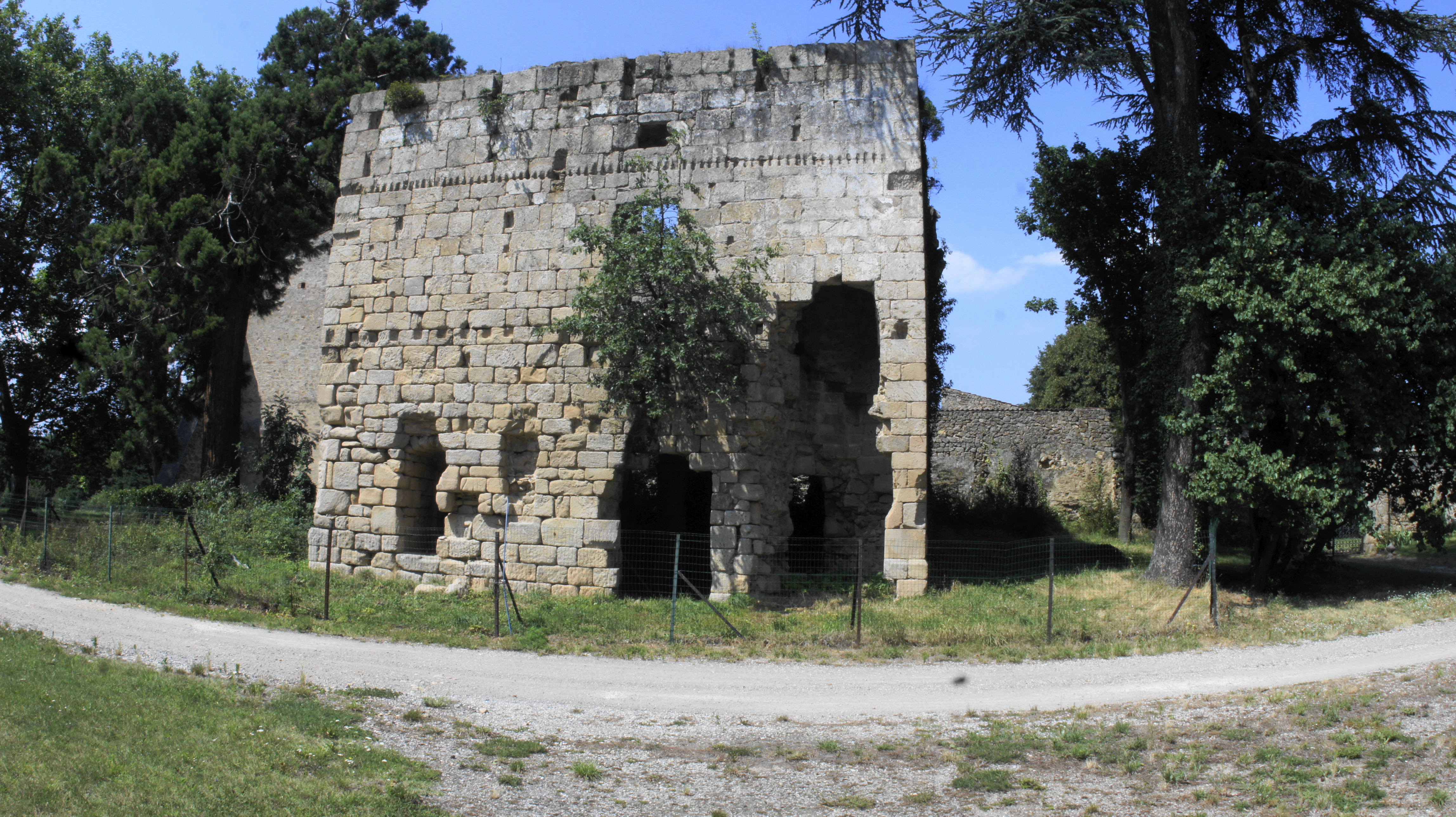
Самая старая часть замка целестинцев, руины монастыря
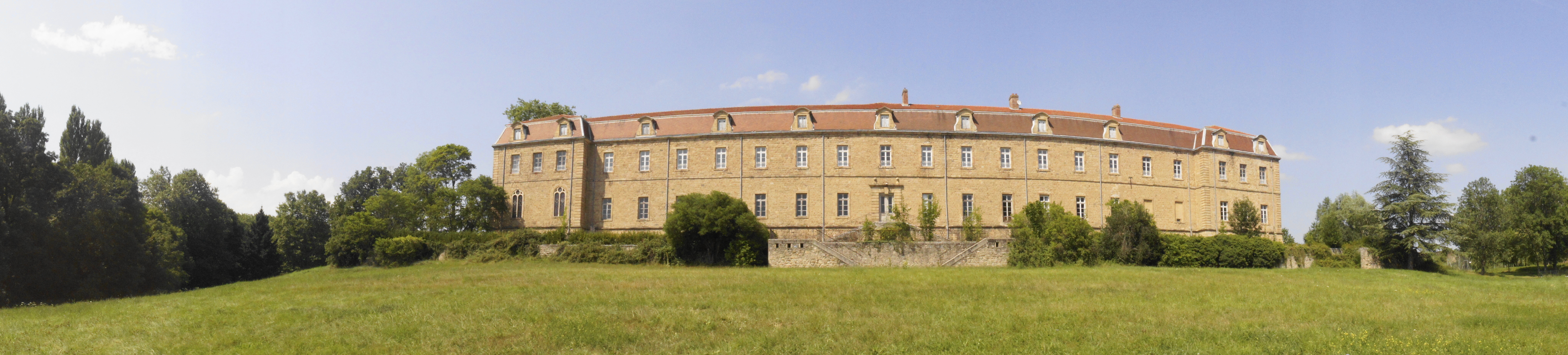
Замок целестинцев
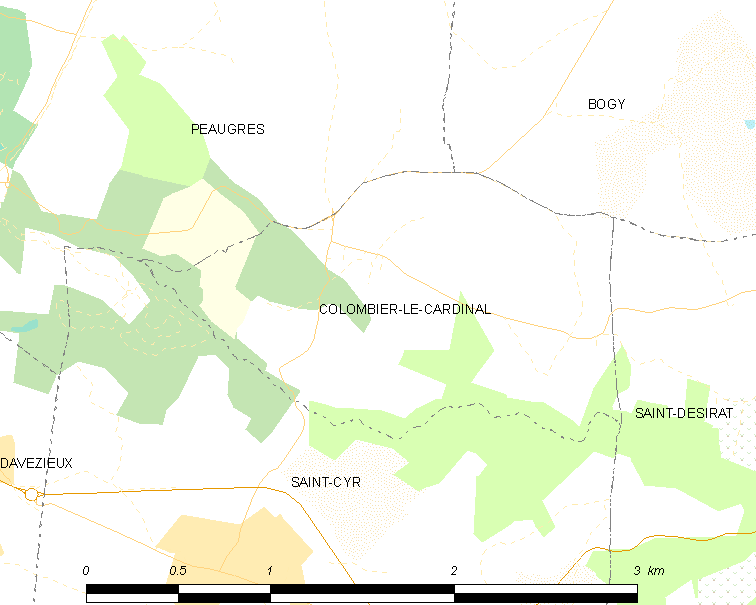
Карта коммуны